# Pascal Jullien
Pascal Jullien, né le 27 septembre 1964, est un ancien joueur français de basket-ball.

## Biographie

### Ses débuts dans le Nord (1970-1988)
Pascal Jullien commence le basket à six ans à Outreau puis au PL Boulogne en N4 et N3. Il y restera 13 ans. En 1985, Jullien s'engage chez l'un des rivaux, Le Portel (N3). La saison suivante (1986-1987), le natif de Boulogne part en direction du grand club historique du nord de la France, Berck. Le club évolue alors en N2. Pascal Jullien monte en puissance durant ses deux saisons passant de 13,2 (Nm2) à 17 points de moyenne (Nm1). Pascal Jullien est le meilleur marqueur français de la deuxième division française. Il termine sa dernière saison avec Berck sur un 61 sur 132 à trois points, soit plus de 46 % d'adresse dans cet exercice.

### La découverte du haut-niveau français et européen (1988-1992)
En 1988, le meneur français est recruté par le Limoges CSP. Dès sa première saison avec Limoges (1988-1989), il devient champion de France. Pascal Jullien participe au bon parcours de Limoges en Coupe d'Europe des Clubs Champions (1989-1990). Cette année-là, le CSP atteint le final-four de la Coupe d'Europe des Clubs Champions pour la première fois de son histoire et termine troisième. Il remporte aussi en 1990, la Semaine des As ainsi que le championnat de France.
En septembre 1991, il participe à la rencontre contre les Lakers de Magic Johnson à Bercy devant 12 500 personnes.

### De nouvelles ambitions (1992-2001)
Pascal Jullien rejoint en suite EB Châlons. Pendant deux saisons, il aide le club à se maintenir en première division. En 1994, il signe à la JDA Dijon qui joue alors la Coupe Korać.
À partir de 1996, il quitte le plus haut niveau français et termine sa carrière de joueur en NM2 au ESSM Le Portel lors de la saison 2000-2001.

### Sa retraite sportive
Après avoir raccroché ses baskets, Pascal Jullien devient entraîneur puis manager bénévole de L'ESSM Le Portel Côte D'opale. À ses côtés le club gravit les échelons jusqu'en Pro B. 
En parallèle, Pascal Jullien devient technico-commercial dans une entreprise de fourniture industrielle, puis dirigeant d'une société de menuiserie aluminium employant 15 personnes de 1999 à 2013. 
De décembre 2011 à décembre 2013, il est le président de l'association ESSM Le Portel Côte d'Opale tout en restant le manager général bénévole de la SASP.

### De retour dans le basket...
De juillet 2013 à juillet 2014, il devient le manager général salarié de la SASP de l'ESSM Le Portel, le club est alors en Pro B. En octobre 2015, il dirige le centre de formation du Portel tout en coachant l'équipe de NM3. Le 18 mai 2016, il obtient le DESJEPS et le DEPB, diplômes nécessaires pour entrainer des clubs professionnels.

### Retour à Berck
C'est à l'ABBR comme que coach de l'équipe première en NM2 qu'il poursuit son parcours. Pour sa première saison (2016-2017), Il remporte le Trophée Coupe de France, la Coupe de France réservée aux clubs amateurs. Le club termine troisième du championnat de France NM2 mais échoue à se qualifier pour les playoffs d'accession à la NM1.

### Reconversion
Après une courte carrière de coach (2 ans au Portel et 2 ans à Berck) Pascal Jullien quitte le monde du basket pour diriger une entreprise de peinture, ravalement et revêtement de sol.

## Palmarès
- 1988-1989 : Champion de France N1A avec Limoges
- 1989-1990 : Champion de France N1A avec Limoges
- 1989-1990 : 3e au Final four du Championnat d'Europe des clubs de Saragosse avec Limoges
- 1989-1990 : Vainqueur du Tournoi des As avec Limoges
- 1990-1991 : Vice-champion de France N1A avec Limoges
- 1991-1992 : Vice-champion de France N1A avec Limoges
- 2016-2017 : Vainqueur du Trophée coupe de France avec Berck Nm2